# Hoang Nam
Dans ce nom vietnamien, le nom de famille, Hoang, précède le nom personnel.
Pour les articles homonymes, voir Huang et Hoang.
Hoang Nam, né le 30 juin 1932 à Quynh Doï au Viêt Nam et mort le 5 février 1992 à Antibes en France, est le pionnier du kung-fu et du tai-chi-chuan en France dans les années 1960. Il fut en effet un des premiers à diffuser cet art dans ce pays. Créateur du style wutao, il a formé en France et partout dans le monde des disciples qui perpétuent son enseignement encore aujourd’hui.

## Biographie

### Enfance, jeunesse et formations
Hoang Nam est né le 30 juin 1932 au Viêt Nam (anciennement Indochine française), à Quynh Doï, dans une famille aisée. L’année de sa naissance n’est que supposée.
À l’âge de six ans, il est initié aux arts martiaux par son oncle Hoang Minh, moine bouddhiste et maître en boxe sino-vietnamienne dans le style « Wang-Jia-Pai », propre à leur famille.
À dix-neuf ans, Hoang Nam a fait ses preuves mais souhaite encore se perfectionner. Conséquemment, le maître Wong-Tse l’introduit auprès d’autres experts renommés en style martial interne (tai-chi-chuan et bagua zhang), tels maître Sheu-Kuen et maître Phoa Yang.
Le jeune Nam doit cependant déménager à Saigon parce que son père, alors ingénieur civil, est employé par le gouvernement colonial français implanté en « Indochine ». C’est donc à Saigon que Hoang Nam commence ses études supérieures à l’université d’arts martiaux. Par son oncle et par la communauté chinoise de la ville, il fait la connaissance de maître Truong Thanh, expert en Tiêu-Lâm et en Vo Co Truyen, le Vo traditionnel. Auprès de ce maître, il approfondit sa technique. D’autres maîtres, tels Nguyen Duc, Vu Van et Fong Hong contribuent à sa formation. Par ailleurs, Hoang Nam ne néglige pas les styles internes, qu’il apprend grâce aux maîtres Nguyen Dan et Vo Duy.
En 1940, l’armée japonaise, désireuse de couper une route de transfert alimentaire et matériel vers la Chine avec qui elle est en guerre depuis 1937, pose au gouvernement français d’Indochine un ultimatum, réclamant un droit de stationnement et de passage de leurs troupes. Cet ultimatum se solde par une occupation partielle de l’armée japonaise du territoire indochinois. Ainsi, des officiers japonais occupent les habitations des civils, dont la maison familiale de Hoang Nam. C’est à ce moment-là que Hoang Nam, initié par ces officiers, découvre les arts martiaux japonais, tels le karaté, le kendo, l’iaidō, l’aïkido, le bō-jutsu… Ces arts de « guerre » empreints de l’idéologie agressive des japonais d’alors, soucieuse d’efficacité seule, ainsi que le contexte plus global de temps de guerre, laisseront quelques traces dans le kung-fu wutao qu’il créera plus tard.
En 1949, la France, afin de transformer son projet colonial en guerre civile, crée l’État du Viêt Nam, construction politique fantoche. Quant au Việt Minh, il est soutenu par la toute récente République populaire de Chine de Mao Zedong. Le Việt Minh possédant dès lors un allié de taille ainsi qu’une arrière-base intensifie le conflit, qui a des répercussions dans toute la société civile. À cause de ces évènements, et sur l’insistance de sa famille, Hoang Nam s’exile. Grâce aux droits obtenus par ses précédentes actions, Hoang Nam embarque à bord d’un navire qui rapatrie en France les légionnaires engagés contre le Việt Minh, et ce, au cours d’une traversée agitée jusqu’en France, terre d’accueil désormais choisie. Hoang Nam arrive à Paris la même année. Il s’inscrit, pour l’année scolaire 1950-1951, en élève de seconde interne, au lycée Henri-IV. Il y sera élève jusqu'à la fin de l'année scolaire 52-53. Par la suite, en 54-55, il sera étudiant en lettres à la faculté de Paris.

### Premiers enseignements
En 1953, Hoang Nam commence – sur la demande de collègues et de ses étudiants – à délivrer à un cercle d’intimes passionnés ses leçons de « culture physique intégrale ». Cette dénomination assez floue s’explique par le fait que les arts martiaux orientaux sont à l’époque très peu connus. Pendant longtemps, Hoang Nam en sera ainsi un des rares représentants du kung-fu en Europe, et l’unique en France.

### Héritage
Son fils Hoang Nghi demeure toujours à Antibes où il perpétue la tradition, ainsi que d’autres anciens élèves de Nam à Paris (comme Vincent Pham, Guy Moëson et Sadri Tamarat) ou ailleurs, en France et dans le monde.

## Distinctions
- 1988 :  Médaille d’or de la jeunesse et des sports
- 1988 : Médaille d’argent de l’ONU
- 1990 : Chevalier de l’ordre du Mérite Belgo-Hispanique

## A voir aussi

### Sources principales
- Nam Hoang (ill. Joël Bordier), Kung fu traditionnel, Paris, Solar, coll. « Technique conseils », 1978, 155 p., 21 cm, couverture couleur (ISBN 2-263-00242-1 et 978-2-263-00242-7, ISSN 0180-474X, OCLC 53757827, BNF 34649809)
- Site de l'école Hoang Nam d'Antibes
- Site de l'école Hoang Nam d'Alessandria
- Site de l'école Hoang Nam de Paris
- Livre "Sur les traces du dragon noir" Auteur Abdelhak Noureddine